# Pittore del canneto
Pittore del canneto (fl. 440 a.C. / 410 a.C.) è il nome convenzionale assegnato ad un ceramografo attico.

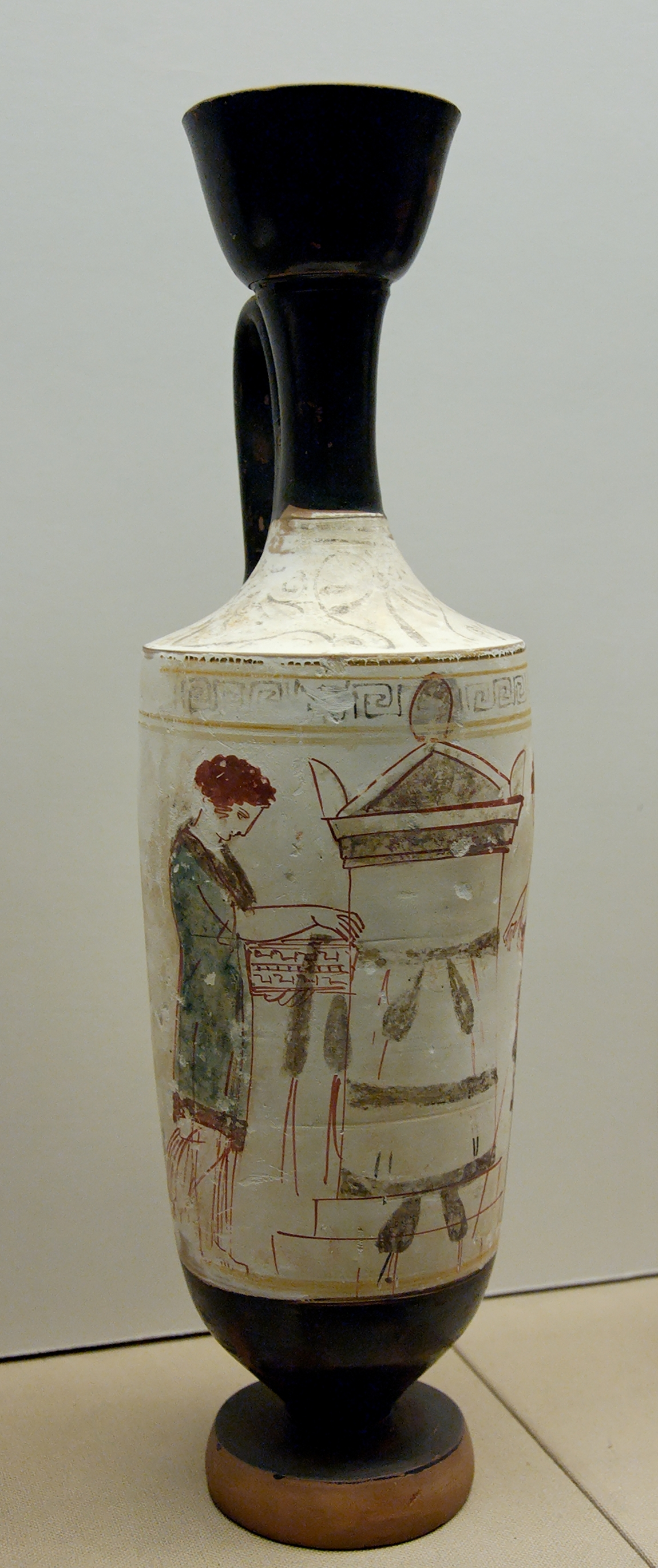
Donna decora una lapide con ghirlande, British Museum, Londra.

È un pittore di lekythoi funerarie a fondo bianco, gliene vengono attribuite circa 150 e il nome deriva dalle caratteristiche piante che frequentemente fanno da sfondo alle sue composizioni, le quali evocano paesaggi fluviali vicini all'immaginario che circonda la figura di Caronte, anch'essa frequentemente rappresentata.

## Il Gruppo R
Attorno alle opere attribuite al Pittore del canneto John Beazley ha riunito, per vicinanza stilistica e tecnica, alcune lekythoi che non è stato possibile tuttavia attribuire alla stessa mano, per una qualità formale che supera la dimensione artigianale entro la quale il Pittore del canneto resta confinato. Queste lekythoi costituiscono il "Gruppo R" (Reed Group) o Gruppo del canneto, dove il soggetto più frequente consiste in un gruppo di tre figure vicine ad una tomba, delle quali quella centrale è una figura seduta. All'interno del Gruppo R, inoltre, sono state isolate alcune opere nella cui qualità si è voluta vedere una eco della contemporanea pittura parietale. Tre di queste lekythoi giungono da Eretria e sono conservate al Museo archeologico nazionale di Atene (n. inv. 1816 e 1817) e al Louvre di Parigi (CA537); una quarta, in stato frammentario, giunge da Atene. La tecnica del cosiddetto maestro del Gruppo R si distingue da quella dei suoi contemporanei al punto da aver condotto Semni Papaspiridi e Ranuccio Bianchi Bandinelli a collegare questo maestro a Parrasio, uno spunto ripreso poi dal Rumpf. Le lekythoi del Gruppo R sembrano mostrare quella resa del volume raggiunta con la sola modulazione della linea di contorno che le fonti attribuiscono al maestro di Efeso, inoltre Friis Johansen ha evidenziato come la figura del giovane seduto di tre quarti, in una delle lekythoi di Atene, fosse la stessa che si ritrova in copie romane da opere di questo periodo, segnatamente la figura di Filottete a Lemno, ricordata dalle fonti letterarie come una delle opere di Parrasio.